# Янеда
Я́неда (ест. Jäneda küla) — село в Естонії, у волості Тапа повіту Ляене-Вірумаа.

## Населення
Чисельність населення на 31 грудня 2011 року становила 353 особи.

## Історія
З 24 жовтня 1991 до 21 жовтня 2005 року село входило до складу волості Легтсе.

## Пам'ятки
- Миза Янеда (Jäneda mõis).

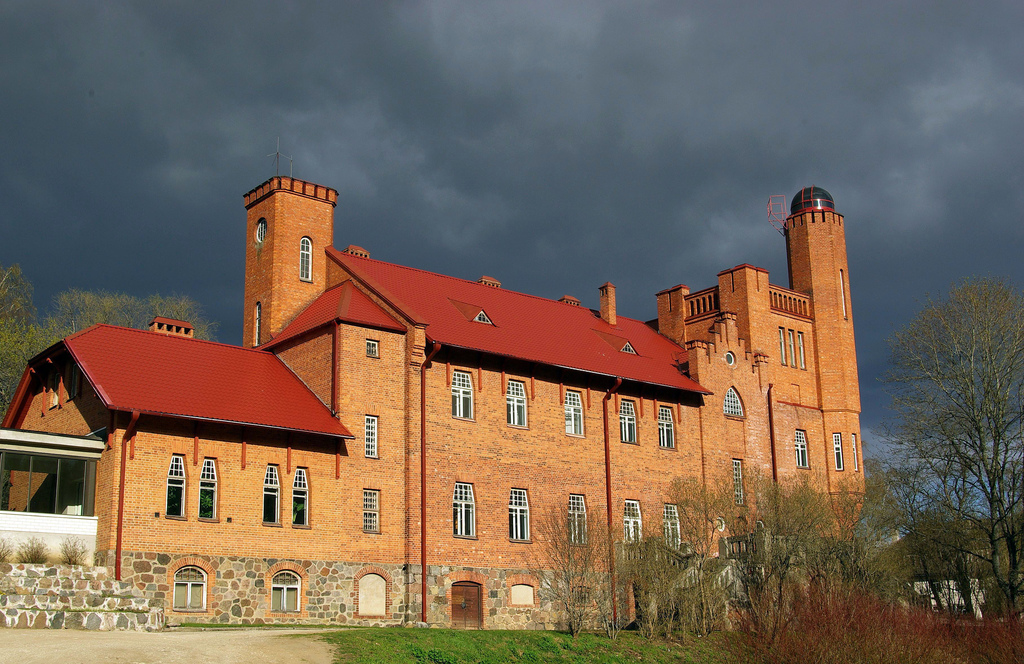
Головна будівля мизи
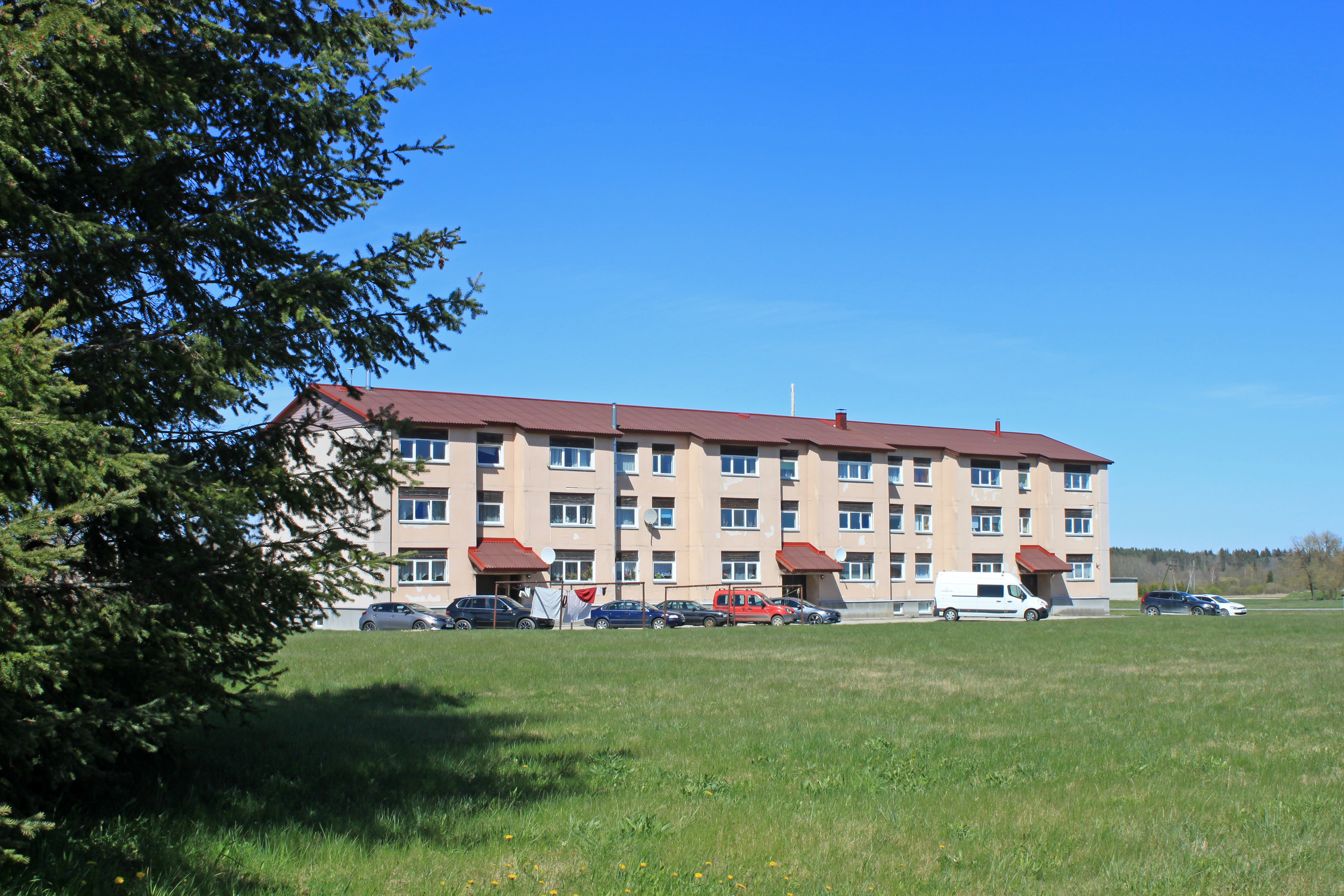
Вулиця Туултепеса